# Менеуць
Менеуць, Менеуці (рум. Măneuți, угор. Andrasfalva) — село у повіті Сучава в Румунії. Входить до складу комуни Фретеуцій-Векі.

## Розташування
Село заходиться на відстані 385 км на північ від Бухареста, 36 км на північний захід від Сучави, 149 км на північний захід від Ясс.

## Історія
Свого часу село належало до населених пунктів, заселених секеями, і мало назву Андрашфалва.
За переписом 1900 року в селі Андрашфалва Радівецького повіту були 505 будинків, проживали 2236 мешканців: 12 українців, 24 румуни, 94 німці, 75 євреїв, 9 поляків, 2013 угорців.

## Населення
За даними перепису населення 2002 року у селі проживали 1950 осіб, з них 1949 осіб (99,9 %) румунів. Усі жителі села рідною мовою назвали румунську.